# アスリング (護衛空母)
|          |                               |
| 艦歴     |                               |
| 発注     |                               |
| 起工     | 1942年6月9日                  |
| 進水     | 1942年9月7日                  |
| 就役     | 1943年8月1日                  |
| 退役     | 1947年2月7日                  |
| 除籍     |                               |
| その後   | 1967年にスクラップとして売却  |
| 性能諸元 |                               |
| 排水量   | 7,800トン                     |
| 全長     | 495.66 ft (151 m)             |
| 全幅     | 69.5 ft (21.2 m)              |
| 吃水     | 23.25 ft (7.1 m)              |
| 機関     | 蒸気タービン1軸推進、8,500shp |
| 最大速   | 18 ノット (33 km/h)           |
| 航続距離 |                               |
| 乗員     | 士官、兵員890名               |
| 兵装     | 5インチ砲2門                  |
| 搭載機   | 18-24                         |

グラシア (USS Glacier, AVG/ACV/CVE-33) は、アメリカ海軍の護衛空母。ボーグ級航空母艦の1隻。その名を持つ艦としては2隻目。

## 艦歴
グラシアはワシントン州タコマのシアトル・タコマ造船所で1942年6月9日に起工した。1942年9月7日にリチャード・P・ルーカー夫人によって進水し、1943年7月12日にウォード・C・ギルバート艦長の指揮下就役する。1943年7月15日に CVE-33（護衛空母）に艦種変更された。
1943年7月31日にレンドリース法に基づき、ブリティッシュコロンビア州バンクーバーでイギリス海軍に移管され、アスリング (HMS Atheling, D51) と命名された。アスリングは第二次世界大戦をイギリス海軍で運用される。
戦争が終了するとアスリングは1946年12月6日にバージニア州ノーフォークでアメリカ海軍へ返還され、1947年2月7日に除籍、11月26日に National Bulk Carriers, Inc に商船ローマ (Roma) として売却される。1967年11月にイタリアで廃棄された。